# Danila Sótnikov
Danila Sótnikov (en ruso: Данила Сотников; 2 de noviembre de 1993) es un deportista italiano, nacido en Rusia, que compite en lucha grecorromana. Ganó dos medallas en el Campeonato Europeo de Lucha, en los años 2022 y 2024, ambas en la categoría de 130 kg.

## Palmarés internacional
| Campeonato Europeo | Campeonato Europeo | Campeonato Europeo | Campeonato Europeo |
| Año                | Lugar              | Medalla            | Categoría          |
| ------------------ | ------------------ | ------------------ | ------------------ |
| 2022               | Budapest (Hungría) | Medalla de plata   | 130 kg             |
| 2024               | Bucarest (Rumania) | Medalla de bronce  | 130 kg             |